# Massively multiplayer online game
Een massively multiplayer online game (MMOG of MMO) is een type computerspel dat meerdere spelers tegelijk mogelijk maakt om in een virtuele wereld via het internet met elkaar te spelen. Als het spel een RPG is, spreekt men van massively multiplayer online role-playing game (MMORPG). Voorbeelden van MMO's die geen MMORPG zijn: Cyber Nations, GunBound, Tanki online en Roblox

## Types
Er zijn verschillende types MMO-spellen:

### MMO Role-playing game
Massively multiplayer online role-playing games, ook wel bekend als MMORPG's, zijn de bekendste soort MMO. Zie ook de lijst van MMORPG's.

### MMO First/third-person shooter
Er zijn enkele MMO first & third-person shooters gemaakt. Voorbeelden van zijn: Vertix.io, Project Visitor, World War II Online, PlanetSide, Destiny, Crossfire, Warframe en Tom Clancy's The Division.

### MMO Real-time strategy
Er zijn enkele MMO Real-time strategy games gemaakt. Voorbeelden hiervan zijn: Mankind, Shattered Galaxy en Ballerium

### MMO Racing Game
Er zijn enkele MMO Racing games gemaakt. Voorbeelden hiervan zijn: Need for Speed: World en The Crew

### MMO trading card game
Er zijn enkele MMO trading card games gemaakt. Een voorbeeld hiervan is: Urban-rivals